# Чандыр
Чандыр (тюркск. «жила, жилистое мясо»; в Иране Джергелан) — небольшая маловодная река в Иране и Туркмении, крупнейший приток реки Сумбар (слева), который в свою очередь относится к бассейну Атрека и Каспийского моря. Длина 120 км весной и около 90 км летом и осенью, площадь водосбора порядка 1820 км².
Берёт начало на южном склоне гор Копетдаг. Питание в основном ключевое и дождевое, в меньшей степени снеговое. Летом в низовьях пересыхает, так как почти все воды разбираются на орошение и хоз. нужды оазисов, хотя небольшой подземный сток сохраняется. Наибольший расход воды был зарегистрирован во время половодья 1963 года и составил порядка 4,22 м³/с. Местами служит границей с Ираном.
Происхождение наименования связано с туркменским племенем чандыр.

## Достопримечательности
От реки Чандыр отходит узкое боковое ущелье Безеглы-Дере (Гаррыгалинский район) с хорошо сохранившимися наскальными рисунками охоты древних людей на представителей фауны Копетдага.